# Samuel Shashoua
Samuel Shashoua (Londra, 13 maggio 1999) è un calciatore inglese, centrocampista del Minnesota Utd.

## Carriera
Nato a Londra da una famiglia di origini spagnole e venezuelane, entra a far parte del settore giovanile del Tottenham nel 2015; nel 2018 viene prestato all'Atlético Baleares con cui debutta il 9 settembre in occasione dell'incontro di Segunda División B perso 2-1 contro l'Ejea.
Il 23 agosto 2019 viene ceduto a titolo definitivo al Tenerife, con cui sigla un contratto triennale.

## Statistiche

### Presenze e reti nei club
Statistiche aggiornate al 21 novembre 2021.
| Stagione        | Squadra           | Campionato      | Campionato | Campionato | Coppe nazionali | Coppe nazionali | Coppe nazionali | Coppe continentali | Coppe continentali | Coppe continentali | Altre coppe | Altre coppe | Altre coppe | Totale | Totale |
| Stagione        | Squadra           | Comp            | Pres       | Reti       | Comp            | Pres            | Reti            | Comp               | Pres               | Reti               | Comp        | Pres        | Reti        | Pres   | Reti   |
| --------------- | ----------------- | --------------- | ---------- | ---------- | --------------- | --------------- | --------------- | ------------------ | ------------------ | ------------------ | ----------- | ----------- | ----------- | ------ | ------ |
| 2018-2019       | Atlético Baleares | SDB             | 38         | 6          | CR              | 0               | 0               |                    | -                  | -                  |             | -           | -           | 38     | 6      |
| 2019-gen. 2020  | Tenerife          | SD              | 0          | 0          | CR              | 0               | 0               |                    | -                  | -                  |             | -           | -           | 0      | 0      |
| gen.-giu. 2020  | Atlético Baleares | SDB             | 3          | 0          | CR              | 0               | 0               |                    | -                  | -                  |             | -           | -           | 3      | 0      |
| 2020-2021       | Tenerife          | SD              | 33         | 3          | CR              | 1               | 1               |                    | -                  | -                  |             | -           | -           | 34     | 4      |
| 2021-2022       | Tenerife          | SD              | 17         | 5          | CR              | 0               | 0               |                    | -                  | -                  |             | -           | -           | 17     | 5      |
| Totale carriera | Totale carriera   | Totale carriera | 91         | 14         |                 | 1               | 1               |                    | -                  | -                  |             | -           | -           | 92     | 15     |